# Joan Font Massot
Joan Font Massot (Petra, novembre de 1961) és un polític mallorquí, ex-batle de Petra i conseller al Consell Insular de Mallorca.

## Vida i activitat política
Nascut a Petra el novembre de 1961, es va implicar en política per primer cop el 1979 quan fou elegit regidor a l'ajuntament per la Candidatura Independent de Petra. El 1995 començà a militar al PSM. Aquell mateix any va ser elegit batle de Petra gràcies a un acord amb UM i la UIP per desbancar la Agrupació d'Agricultors de la batlia. Ostentà el càrrec durant 15 anys, revalidant-lo amb majoria absoluta a les eleccions de 1999, 2003 i 2007. Va ser batle fins al setembre de 2010 en què dimití per deixar pas a la batlia a Caterina Mas.
A les eleccions al Consell de Mallorca de 2011 va liderar la candidatura de la coalició PSM-IniciativaVerds-Entesa, que va obtenir 35.548 vots i un total de 4 consellers. Entre 2011 i 2015 va ser el portaveu de MÉS per Mallorca al Consell Insular i el 2015 va ser reelegit conseller com a número 3 de la llista de MÉS, que va incrementar els seus suports obtenint 59.344 vots i 6 consellers.